# Pieter Weening
Pieter Weening (født 5. april 1981 i Harkema) er en hollandsk tidligere professionel cykelrytter, som sluttede karrieren i 2020 hos Trek-Segafredo.
Hans professionelle karriere begyndte i 2004 på Rabobank holdet. Han vandt den ottende etape af Tour de France 2005 og femte etape af Giro d'Italia 2011.